# هاكوب دونابديان
هاکوب دونابدیان (انگلیسی: Hagob Donabedian؛ زادهٔ ۲۸ اکتبر ۱۹۸۱ در گیومری) یک بازیکن فوتبال بازنشسته در پست مهاجم و مربی فوتبال کنونی اهل ارمنستان-لبنان است.

## باشگاهی
از باشگاه‌هایی که در آن بازی کرده‌است می‌توان به هومنتمن بیروت، النجمه لبنان و ویتبسک اشاره کرد.

## تیم ملی
وی همچنین در تیم ملی فوتبال لبنان بازی کرده‌است. دونابدیان نخستین بازی ملی خود را در مسابقات فوتبال غرب آسیا ۲۰۰۰ در تاریخ ۲۵ مه ۲۰۰۰ در امان در مقابل قرقیزستان انجام داده‌است